# Copa Bimbo 2011
La Copa Bimbo 2011 fue la tercera edición de la Copa Bimbo se disputó en su totalidad en el Estadio Centenario en Montevideo, Uruguay, los días 14 y 16 de enero de 2011. Aunque al principio el Botafogo participaría, a último momento, fue reemplazado por el Vélez Sarsfield argentino. En esta edición participaron los siguientes equipos:
- Nacional
- Peñarol
- Vélez Sarsfield
- Libertad

## Resultados
|  | Semifinales     | Semifinales     |       |                 | Final          | Final |  |
|  |                 |                 |       |                 |                |       |  |
|  |                 |                 |       |                 |                |       |  |
|  | 14 de enero     |                 |       |                 |                |       |  |
|  | Libertad        | 1               |       |                 |                |       |  |
|  | Vélez Sarsfield | 0               |       |                 |                |       |  |
|  |                 |                 |       |                 |                |       |  |
|  |                 |                 |       |                 | 16 de enero    |       |  |
|  |                 |                 |       |                 | Libertad       | 2 (3) |  |
|  |                 | Nacional (pen.) | 2 (5) |                 |                |       |  |
|  |                 |                 |       |                 |                |       |  |
|  |                 |                 |       |                 |                |       |  |
|  |                 |                 |       |                 | Tercer puesto  |       |  |
|  | 14 de enero     | 14 de enero     |       | 16 de enero     | 16 de enero    |       |  |
|  | Nacional (pen.) | 2 (5)           |       | Vélez Sarsfield | 2 (2)          |       |  |
|  | Peñarol         | 2 (3)           |       |                 | Peñarol (pen.) | 2 (4) |  |

### Semifinales
| 14 de enero, 20:00 | Libertad    | 1:0 (1:0) | Vélez Sarsfield | Estadio Centenario, Montevideo                              |                                                             |
|                    | Gamarra 38' | Reporte   |                 | Asistencia: 35.000 espectadores Árbitro(s): Jorge Larrionda | Asistencia: 35.000 espectadores Árbitro(s): Jorge Larrionda |

| 14 de enero, 22:00 | Nacional               | 2:2 (1:1) | Peñarol                        | Estadio Centenario, Montevideo                               |                                                              |
|                    | Porta 30' · Coates 64' | Reporte   | Martinuccio 20' · Alcoba 90+1' | Asistencia: 45.000 espectadores Árbitro(s): Daniel Fedorczuk | Asistencia: 45.000 espectadores Árbitro(s): Daniel Fedorczuk |

| Definición por penales |  |     |  |            |
| Peralta                |  | 1:0 |  | Olivera    |
| García                 |  | 2:1 |  | Mier       |
| Píriz                  |  | 3:2 |  | Estoyanoff |
| Viudez                 |  | 4:3 |  | Albín      |
| Cabrera                |  | 5:3 |  |            |

### Tercer puesto
| 16 de enero, 20:00 | Vélez Sarsfield      | 2:2 (2:1) | Peñarol                         | Estadio Centenario, Montevideo |                            |
|                    | Díaz 10' · Bella 29' | Reporte   | Olivera 41' · Alonso 86' (pen.) | Árbitro(s): Líber Prudente     | Árbitro(s): Líber Prudente |

| Definición por penales |  |     |  |                  |
| Razzotti               |  | 1:1 |  | Mier             |
| Canteros               |  | 1:2 |  | Domingo          |
| Freire                 |  | 1:3 |  | Emilio MacEachen |
| Rescaldani             |  | 2:4 |  | Aguiar           |

### Final
| 16 de enero, 22:00 | Libertad                 | 2:2 (1:1) | Nacional              | Estadio Centenario, Montevideo |                             |
|                    | Maciel 7' · Canuto 90+2' | Reporte   | García 5' · Porta 72' | Árbitro(s): Roberto Silvera    | Árbitro(s): Roberto Silvera |

| Definición por penales |  |     |  |             |
| Sarabia                |  | 1:1 |  | Cauteruccio |
| Bonet                  |  | 1:2 |  | Pereyra     |
| Aquino                 |  | 2:3 |  | Porta       |
| Ayala                  |  | 3:4 |  | García      |
|                        |  | 3:5 |  | Lembo       |

| Uruguay                     |
| Campeón Nacional 2.º título |

## Enlaces extarnos
- Detalles de Copa Bimbo 2011; página de Montevideo.com.

| Predecesor: 2010 | Copa Bimbo 2011 | Sucesor: 2012 |

- Datos: Q81542